# 龜苓膏
龜苓膏是香港、廣東、廣西一帶的傳統藥用特產食品。传統的龜苓膏是以受保育动物金錢龜和土茯苓、甘草等中藥材配制而成的凝膏。
龜苓膏一般是黑色的膏狀，似凉粉（仙草），不過有較濃的中藥苦味道，吃時可以加入少許鹽，中醫認為不應加糖。在夏天，龜苓膏冷吃會更美味。
現代的龜苓膏成品除了在涼茶店、甜品店有售之外，在超級市場也有罐裝出售，不過，現在按食品衛生標準生產的龜苓膏，由於生產廠家及調製口味的不同，其藥物成分也與原始配方有別。現代的龜苓膏已經不會有金錢龜的成分了，連有沒有廉價草龜龜板成分也沒有保證。

## 配方
800年前南宋末年，陸秀夫和御醫商議，在凉粉草的基礎上，将原来宫廷中一种清热去濕的養生食療秘方加以改進，在鷹嘴龜、土伏苓、生地、蒲公英、金银花等原料中，加入新會崖山當地特有的“凉粉草”制成膏狀藥物，也是龜苓膏形成的雛形。
現在的龜苓膏配方如下：
- 組方1： 龜板、土茯苓、生地黃、金銀花、綿茵陳、火麻仁、甘草等。
- 組方2： 龜板、土茯苓、金銀花、生地等。
- 組方3： 龜板、土茯苓、涼粉草、槐花、金銀花、蒲公英、菊花、苦瓜等。
- 組方4： 龜板、茯苓、涼粉草、蜂蜜、金銀花、蒲公英等。

## 功效作用
龜苓膏的藥效主要來自龜板及土茯苓，龜板含有豐富的骨膠原，以金錢龜最有效，但因金錢龜為受保護動物，以其製成的龜苓膏價錢昂貴且違法，因此現時大多數生產商的龜苓膏普遍以草龜或泥龜代替，或是根本沒有龜的成分。
- 龜板，是烏龜的腹板，性味甘、寒，有滋陰潛陽、補腎健骨、養血補心和止血的功效，可用於治療頭痛眩暈、盜汗遺精、手足震顫、腰膝酸軟、驚悸、失眠健忘、婦女崩漏及月經過多等。如果把龜板熬成固體膠塊，叫做龜板膠，其滋補力比龜板更強。由於龜板和龜板膠含有動物膠原、脂肪、角蛋白、18種氨基酸，以及鈣、磷、鋅等多種微量元素，因此，它們能夠提高白血球數量、增強免疫力，有補血、鎮靜、提高冠脈流量和提高耐缺氧能力等作用。

- 土茯苓，性味甘、淡、平，有解毒、除濕、利關節的功效。從西醫角度來講，它還含有落新婦苷（Astilbin）、黃杞苷（Engeletin）、阿魏酸（ferulic acid）、澱粉等，能夠利尿、鎮痛、抑菌、解汞毒。

當然，對於龜苓膏而言，僅僅是龜板和土茯苓還不夠，在這兩種主要原料的基礎上，加用金銀花、蒲公英、菊花等清熱解毒、解暑、利濕的多味藥材才能更進一步發揮滋陰、解毒、解暑、解瘡毒等作用。

## 食用禁忌
因爲龜苓膏可促進血液循環並屬于清涼解毒的食品，因此婦女於月經期間及孕婦不宜食用，體質虛弱者也不宜常食。

## 外部連結
- 土茯苓 中藥材圖像數據庫  (香港浸會大學中醫藥學院) （中文）（英文）
- 甘草 中藥材圖像數據庫  (香港浸會大學中醫藥學院) （中文）（英文）
- 龜甲 中藥材圖像數據庫  (香港浸會大學中醫藥學院) （中文）（英文）
- 龜甲 Gui Jia（页面存档备份，存于） 中藥標本數據庫 (香港浸會大學中醫藥學院) （繁體中文）（英文）